# Jużnosachalińsk
Jużnosachalińsk (ros. Южно-Сахалинск, trb. Jużno-Sachalinsk, jap. 豊原 Toyohara) – miasto w Rosji, na wyspie Sachalin, stolica obwodu sachalińskiego. Leży nad rzeką Susuja. Miasto założone w 1882 roku przez Rosjan. Początkowo nazywało się Władimirowka (ros. Влади́мировка) od 1882 do 1905, a następnie Toyohara (jap. 豊原市) w okresie przynależności do Japonii w latach 1905–1946. Prawa miejskie uzyskało w 1915 roku.
W mieście znajduje się Państwowy Uniwersytet Sachaliński (Сахалинский государственный университет).

## Historia

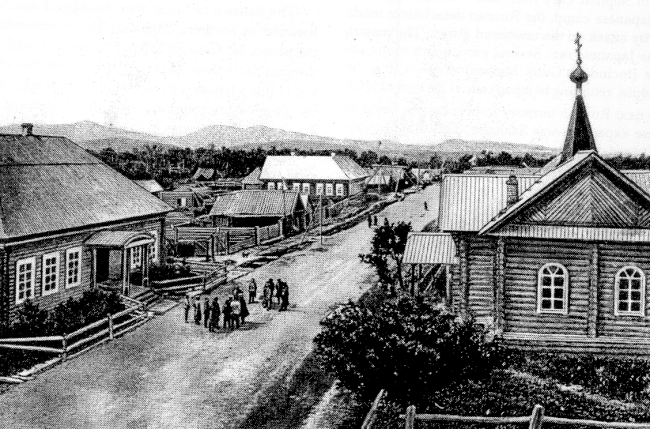
Władimirowka

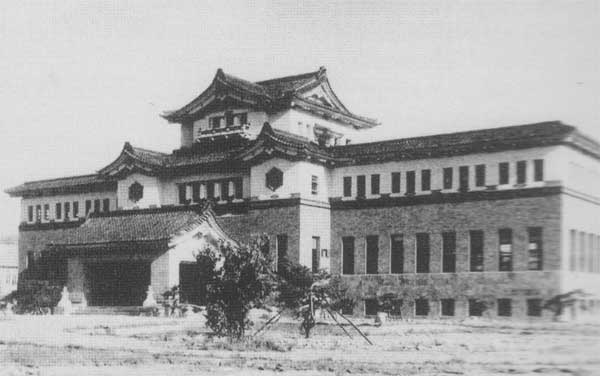
Muzeum w Toyoharze

Pierwszą osadą w tym miejscu była Władimirowka założona przez rosyjskich skazańców w 1882. W roku 1905 po zakończeniu wojny rosyjsko-japońskiej przekazano ją Japonii, zaś nazwę zmieniono na Toyohara (dosłownie „Równina obfitości”), a w 1915 uzyskała prawa miejskie. Po zakończeniu drugiej wojny światowej miasto zwrócono Rosji a nazwę zmieniono na Jużnosachalińsk. Z czasów japońskich w mieście pozostało kilka zabytkowych budynków, w jednym z nich mieści się muzeum. W muzeum znajduje się Instytut Dziedzictwa Bronisława Piłsudskiego (1866–1918).

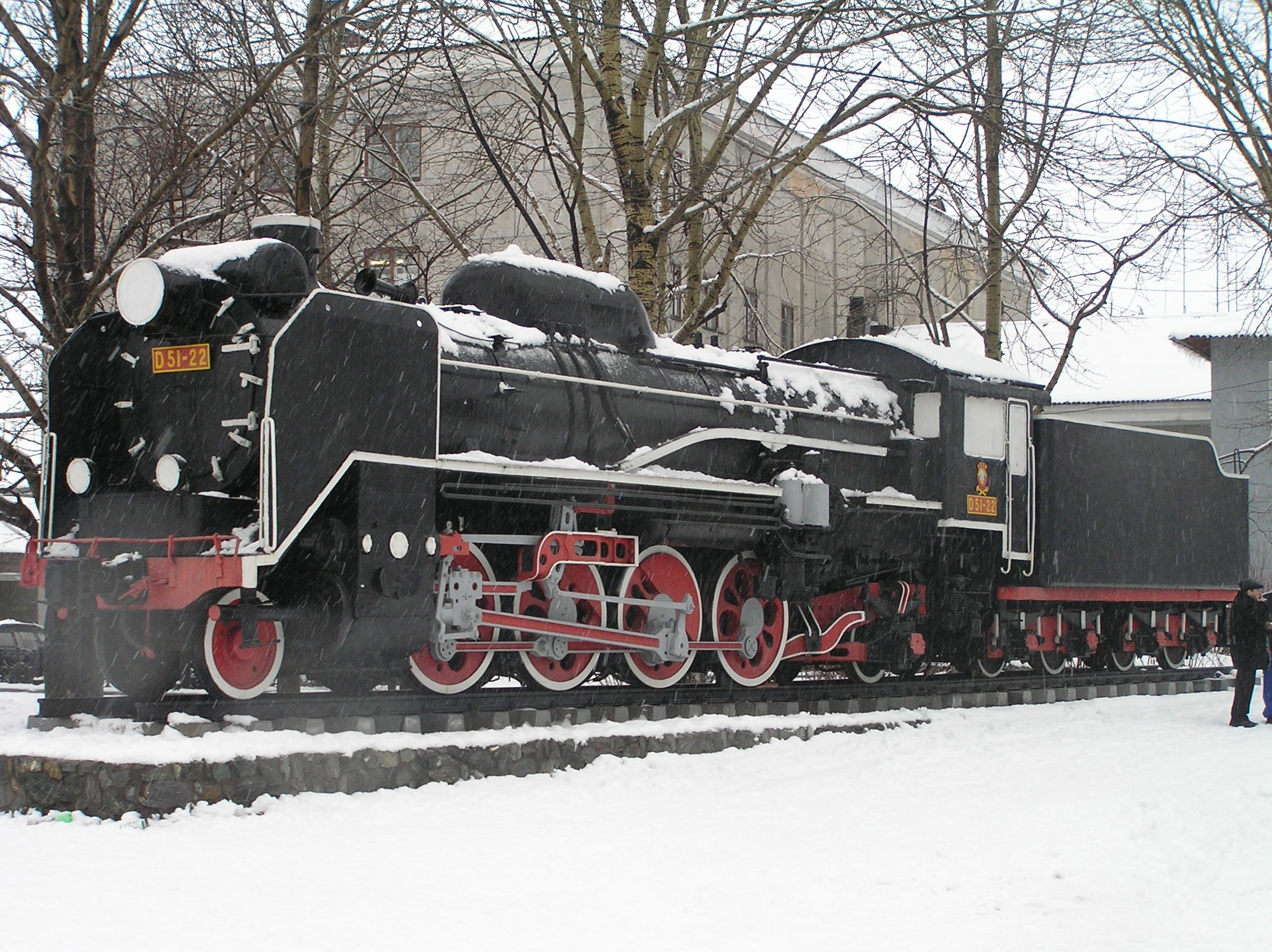
Japońska lokomotywa parowa D51 na stacji kolejowej Jużnosachalińsk

## Warunki naturalne

### Klimat
| Miesiąc                              | Sty   | Lut   | Mar   | Kwi   | Maj  | Cze  | Lip  | Sie   | Wrz   | Paź   | Lis   | Gru   | Roczna |
| ------------------------------------ | ----- | ----- | ----- | ----- | ---- | ---- | ---- | ----- | ----- | ----- | ----- | ----- | ------ |
| Rekordy maksymalnej temperatury [°C] | 4.3   | 7.1   | 12.5  | 22.9  | 29.6 | 30.8 | 30.8 | 34.7  | 29.0  | 22.8  | 18.1  | 7.4   | 34,7   |
| Średnie temperatury w dzień [°C]     | -6.7  | -5.3  | -0.2  | 6.8   | 13.4 | 17.8 | 21.1 | 22.4  | 19.1  | 12.2  | 3.2   | -3.6  | 8,4    |
| Średnie dobowe temperatury [°C]      | -12.0 | -11.5 | -5.5  | 2.1   | 7.9  | 12.7 | 16.6 | 18.0  | 13.9  | 7.0   | -1.1  | -8.4  | 3,3    |
| Średnie temperatury w nocy [°C]      | -17.3 | -17.7 | -10.9 | -2.5  | 2.4  | 7.5  | 12.1 | 13.6  | 8.6   | 1.7   | -5.4  | -13.1 | −1,7   |
| Rekordy minimalnej temperatury [°C]  | -32.8 | -34.8 | -27.7 | -19.5 | -6.2 | -0.9 | 1.5  | 2.4   | -4.2  | -8.0  | -22.6 | -26.9 | −34,8  |
| Opady [mm]                           | 52.1  | 35.6  | 48.9  | 62.1  | 67.3 | 52.3 | 84.7 | 108.1 | 112.0 | 102.9 | 82.4  | 69.2  | 877,6  |
| Źródło: Погода Южно-Сахалинск        |       |       |       |       |      |      |      |       |       |       |       |       |        |

## Czasy obecne
Dzisiaj Jużnosachalińsk doświadcza dopływu kapitału inwestowanego w tej okolicy przez duże koncerny naftowe, takie jak ExxonMobil i Shell. Większość tych funduszy nie zostaje jednak zainwestowana w rozwój miasta – okręg sachaliński ma najwyższy poziom przestępczości nieletnich w całej Rosji, a ponad 40% firm i zakładów jest nierentownych. W mieście rozwinięty jest przemysł materiałów budowlanych, drzewny, obuwniczy oraz spożywczy.
W Jużnosachalińsku swoją siedzibę ma eparchia jużnosachalińska i kurylska Rosyjskiego Kościoła Prawosławnego, której katedrą jest sobór Zmartwychwstania Pańskiego w Jużnosachalińsku.

## Transport
- Port lotniczy Jużnosachalińsk
- SAT Airlines – nieistniejąca linia lotnicza

## Demografia
| Rok  | Liczba mieszkańców |
| ---- | ------------------ |
| 2000 | 179 200            |
| 2005 | 173 600            |
| 2010 | 181 700            |
| 2020 | 200 636            |

Większość mieszkańców to Rosjanie, około 12% populacji miasta to Koreańczycy, oprócz nich miasto zamieszkują mniejszości Ajnów, Niwchów i Oroków.

## Współpraca
- Asahikawa, Japonia
- Hakodate, Japonia
- Wakkanai, Japonia
- Yanji, Chińska Republika Ludowa
- Ansan, Korea Południowa